# 市道174号 (台湾)
市道174号（しどう174ごう）は、台南市北門区蘆竹溝から同市楠西区を結ぶ、全長56.358kmの台湾の市道である。台1線と県道165号のそれぞれと重複区間がある。

## 通過する自治体
- 台南市
  - 北門区
  - 学甲区
  - 下営区
  - 六甲区
  - 東山区
  - 楠西区

## 接続する道路
- 台61線（インターチェンジ）・市道173甲線
- 台17線
- 市道171号
- 台19線
- 台19甲線
- 台1線
- 台1線
- 県道165号
- 県道165号
- 県道175号
- 台3線

## 施設
- 三寮湾インターチェンジ
- 三慈囯民小学校
- 三寮湾東隆宮
- 文山囯民小学校
- 学甲囯民小学校
- 賀建囯民小学校
- 林鳳囯民小学校
- 林鳳営陸橋
- 楠西トンネル